# Papadianika
Papadianika (griechisch Παπαδιάνικα (n. pl.) auch Pappadianika) ist ein Dorf im Gemeindebezirk Asopos der Gemeinde Monemvasia in der griechischen Region Peloponnes. Zusammen mit Karavostasi und Plytra bildet es die Ortsgemeinschaft Papadianika (Τοπική Κοινότητα Παπαδιανίκων Topikí Kinótita Padadianíkon), mit insgesamt 1906 Einwohnern (2011) einwohnerstärkste Ortsgemeinschaft des Gemeindebezirks.

## Lage
Die mit 37,935 km² flächengrößte Ortsgemeinschaft des Gemeindebezirks Asopos liegt am Lakonischen Golf im Westen der Lakonischen Halbinsel. Benachbarte Ortsgemeinschaften sind Asopos und Finiki im Norden, Agios Dimitrios im Westen sowie Demonia im Süden.

## Gliederung
Die Landgemeinde Papadianika wurde 1912 mit der Abtrennung aus der Gemeinde Asopos gegründet. Sie bestand zunächst aus Papadianika und dem Dorf Plytra, 1940 wurde die Siedlung Karavostasi anerkannt. Mit der Fusion der Landgemeinden Asopos, Finiki und Papadianika zur Gemeinde Asopos 1996 wurde der Ort Papadianika Verwaltungssitz der neuen Gemeinde. Seit der Verwaltungsreform 2011 hat Papadianika den Status einer Ortsgemeinschaft.